# Geocharis estremozensis
Geocharis estremozensis – gatunek chrząszcza z rodziny biegaczowatych i podrodziny Trechinae.

## Taksonomia
Gatunek ten został opisany w 2003 roku przez Artura R. M. Serrano i Carlosa A. S. Aguiara

## Opis
Chrząszcz bezoki i bezskrzydły. Pokrywy równoległe do prawie równoległych. Górna część pokryw z dwiema parami szczecinek: przednią i tylną. Wewnętrzna krawędź tylnych ud ząbkowana. Środkowy płat edeagusa w widoku grzbietowym o wierzchołku niezgiętym w prawo, a widoku brzusznym i bocznym silnie powiększony przed wierzchołkiem. Woreczek wewnętrzny edeagusa z zakręconym sklerytem. Lewa paramera z dwoma szczecinkami wierzchołkowymi.

## Rozprzestrzenienie
Gatunek palearktyczny, endemiczny dla Półwyspu Iberyjskiego, gdzie wykazany został z Portugalii i Hiszpanii.